# Vista Alegre do Prata
Vista Alegre do Prata är en kommun i Brasilien.   Den ligger i delstaten Rio Grande do Sul, i den södra delen av landet, 1 500 km söder om huvudstaden Brasília. Antalet invånare är 1 569.
I omgivningarna runt Vista Alegre do Prata växer huvudsakligen savannskog. Runt Vista Alegre do Prata är det glesbefolkat, med 17 invånare per kvadratkilometer.